# Пирин
Вижте пояснителната страница за други значения на Пирин.
Пѝрин, още Пирѝн и Перѝн, е планина в Югозападна България, част от Рило-Родопския планински масив, с най-висок връх Вихрен (2914,3 м).

## Етимология
Най-старото познато име на планината е Орбелус – „белоснежна“, познато ни от траките, докато славяните са я наричали Перин или Перун. Според тълкуването на академик Владимир Георгиев името на Пирин идва от тракийската дума „перинтос“, което означава скала, и от хетската „перунаш“.

## Географска характеристика

### Географско положение, граници, големина
Със своя най-висок връх Вихрен (2914,3 м), Пирин се нарежда на второ място по височина в България след Рила (2925 м). В рамките на Европа заема седмо място след Кавказ с връх Елбрус (5642 м), Алпите с връх Мон Блан (4808 м), Сиера Невада с връх Муласен (3479 м), Пиренеите с връх Ането (3404 м), Рила с връх Мусала (2925 м) и Олимп с връх Митикас (2917), като не броим най-високата точка на о-в Сицилия – вулканът Етна (3263 м).
Пирин е разположен в югозападната част на страната между долините на реките Струма и Места, между 41°26' и 41°56' северна ширина. На север граница с Рила е седловината Предел (1142 м), а на юг – Парилската седловина (1174 м), която отделя Пирин от планината Славянка. На североизток планината достига до долината на река Места с Разложката и Гоцеделчевската котловина и пролома Момина клисура, я отделят от Родопите. На запад и югозапад долината на река Струма със своите котловини Симитлийска и Петричко-Санданска и Кресненският пролом я отделят от планините Влахина, Малешевска и Огражден.
Площта на планината е 2585 квадратни километра, т.е. тя е сравнително компактна, малка планина, което се потвърждава и от голямата ѝ средна височина – 1033 метра. Дължината ѝ по права линия от северозапад на югоизток е 66 км, а максималната ѝ широчина в направление югозапад-североизток е 40 километра – от град Сандански до село Обидим.

### Деление
Характерно за планината е наличието на единствено, добре изявено главно било, което се простира от Предела до Парилската седловина от северозапад към югоизток. Орографски то се допълва от четири именувани странични била – масивни разклонения на главното било.
Според съвременните научни схващания, от географска и геоложка гледна точка, Пирин е разделен на три дяла – северен, среден и южен. Дяловете са много неравномерни като големина и напълно неравнопоставени като атрактивност. Това геоложко деление на планината е сравнително ново. В древността и в недалечното минало, до около 1920 година, географските граници на Пирин са се простирали на юг до Бяло море, включвайки южните планини Алиботуш, Шарлия, Сминица, Кушница и други, правейки я най-масивната планинска верига в България с алпийски характер на релефа.

#### Северен Пирин
Северен Пирин е най-големият дял на планината и всъщност неговата същинска част. Той заема 74% от площта на цялата планина и е дълъг 42 км. Простира се между седловините Предел на север и Тодорова поляна на юг. Северен Пирин е най-посещаваната част, само той има алпийски характер, множество езера и значителен брой хижи и заслони. Тук се намират най-високите върхове, включително Вихрен – 2914,3 м. В тази част между връх Кутело и връх Бански суходол се намира седловината Кончето, висока 2810 м и широка на места едва 0,5 м. Тук най-характерни са ледниковите форми на релефа – циркуси, карлинги, трогови долини, моринни валове и пр. Особено красиви са долините на реките Бъндерица и Демяница. В северозападната част на Северен Пирин е разположена малката вътрешнопланинска Брежанска котловина.

#### Среден Пирин
Среден Пирин се простира между седловините Тодорова поляна (1883 м) и Попови ливади (1430 м). Това е най-малкият (7%) и къс (7 км) дял, но най-високият му връх Ореляк достига 2098,6 метра. Той е мраморен красив връх, който, гледан от север, прилича на орел с леко разтворени криле. На него има телевизионна кула. В тази част на планината широко развити са карстовите процеси и форми. Останалите върхове са ниски – под 2000 м, и гористи. Среден Пирин е покрит почти изцяло с широколистни гори, изобилстващи от тъй наречения пирински чай – Sideritis scardica. Тук има само две хижи – „Попови ливади“ и „Малина“.

#### Южен Пирин
Южен Пирин е най-ниският и заоблен дял, с най-висока точка връх Ушите (1977,6 м). Заема 19% от планината и е дълъг около 11 км, колкото е и широк. Той е посещаван много слабо, няма туристически хижи. Плътно е покрит с иглолистни и широколистни гори. Изграден е от гранит в централните части и мрамор по периферията. На юг достига до Парилската седловина.

### Геоложки строеж, геоморфоложки особености, релеф
В структурно-геоложко отношение Пирин е хорст с гранитно ядро (гранитната повърхност е 62%), покрито главно от стари метаморфни скали – гнайси, шисти, мрамори и гранити. Като планина се оформя в средата на стария терциер, но се издига като мощна планина праз младия терциер и кватернера в резултат на вертикални движения по периферни разседи. Издигането е прекъсвано от продължителни спокойни периоди. В началото на кватернера едновременно с издигането настъпва заледяване на Пирин. Според някои изследователи има дори две заледявания, при които границата на вечния лед е достигала до 2200 – 2300 м височина. Именно тези заледявания са оформили окончателно релефа на Пирин преди 18 000 години и са довели до начупването на много от гранитните върхове и оформянето на красиви гребени (Стражите, Дончовите караули, Малкото конче), полета от морени и отвесни пропастни стени. Може да се каже, че именно тогава повечето гранитни върхове са понижили своята височина и са отстъпили водещото място на днешните мраморни първенци, които поради особеностите на мрамора остават много по-слабо засегнати от този процес. Резултат на заледяванията е и наличието на 35 циркуса, в които днес са останали красиви езера с ледников произход. Най-големи и ясно изразени са циркусите Василашки, Валявишки, Поповоезерен и Бъндеришки.
Ясно различимо е главното пиринско било, идващо от Рила, минаващо през Предела и през всички седловини чак до Парилската. То свързва отделните дялове на Пирин в едно цяло и придава логика на приетото разделение. На него са разположени някои от най-високите върхове. С доста завои то държи посока от северозапад на югоизток и освен това играе ролята на главен вододел между долините на Струма и Места. От него се отделят множество разклонения, но четири от тях са толкова големи, че дават лицето на планината – Синаншкото, Тодориното, Полежанското и Каменишкото. Синанишкото странично било се отделя при Муратов връх в посока югозапад; Тодориното – от връх Възела на север; Полежанското странично било от връх Момин двор също на север, а Каменишкото – от връх Кралев двор на юг.
В югозападната част на планината в дебелите плиоценски наслаги външните релефообразуващи сили са оформили красивите и живописни Мелнишки пирамиди. Най-високите от тях са в района на село Кърланово – до 100 метра височина.
Пирин е известен с добива на качествен мрамор за строителен материал и производство на художествени изделия, особено в района на село Илинденци.

#### Върхове
В Пирин има два върха над 2900 м (Вихрен и Кутело), седем над 2800 м, седемнадесет над 2700 м, 32 над 2600 м и 40 над 2500 м. Трите най-високи върха са мраморни, а най-високите гранитни върхове (Полежан и Каменица) се намират на страничните била. Най-високият гранитен връх на главното било е Бъндеришкият чукар – 2732 м.
| Връх             | Височина [м] | Било       | Връх            | Височина [м] | Било       |
| ---------------- | ------------ | ---------- | --------------- | ------------ | ---------- |
| Вихрен           | 2914         | Главно     | Джангал         | 2730         | Полежанско |
| Кутело           | 2908         | Главно     | Момин двор      | 2723         | Главно     |
| Бански суходол   | 2884         | Главно     | Котешки чал     | 2715         | -          |
| Голям Полежан    | 2851         | Полежанско | Малка Тодорка   | 2712         | Тодорино   |
| Каменица         | 2822         | Каменишко  | Ченгелчал       | 2709         | Главно     |
| Малък Полежан    | 2822         | Полежанско | Дисилица        | 2700         | Полежанско |
| Баюви дупки      | 2820         | Главно     | Каменишка кукла | 2690         | Каменишко  |
| Голяма стража    | 2800         | Полежанско | Куклите         | 2686         | Каменишко  |
| Малка стража     | 2790         | Полежанско | Башлийски чукар | 2670         | -          |
| Яловарника       | 2763         | Каменишко  | Муратов връх    | 2669         | Главно     |
| Газей            | 2761         | Полежанско | Джано           | 2668         | Главно     |
| Каймакчал        | 2753         | Полежанско | Безбог          | 2645         | Полежанско |
| Голяма Тодорка   | 2746         | Тодорино   | Сиврия          | 2593         | -          |
| Бъндеришки чукар | 2732         | Главно     | Синаница        | 2516         | Синанишко  |

#### Седловини
За Пирин са характерни малките седловини между върховете, през които минават туристическите маршрути, наречени порти, премки и превали. Най-важните седловини, подредени по височина са:
| Седловина                 | Височина [м] | Маршрут                                               |
| ------------------------- | ------------ | ----------------------------------------------------- |
| Кралевдворска дясна порта | 2616         | хижа Тевно езеро-хижа Пирин                           |
| Кралевдворска лява порта  | 2616         | хижа Тевно езеро-хижа Безбог                          |
| Премката при Тодорка      | 2575         | хижа Вихрен-хижа Демяница                             |
| Башлийска порта           | 2530         | хижа Вихрен-хижа Беговица                             |
| Мозговишка порта          | 2520         | хижа Демяница-хижа Тевно езеро или Беговица           |
| Бъндеришка порта          | 2499         | хижа Вихрен-хижа Синаница                             |
| Дженгалска порта          | 2489         | хижа Безбог-хижа Демяница                             |
| Беговишки превал          | 2476         | хижа Демяница или Тевно езеро-хижа Беговица           |
| Демиркапия                | 2475         | хижа Гоце Делчев-хижа Пирин                           |
| Превала                   | 2445         | хижа Демяница-хижа Яне Сандански                      |
| Синанишка порта           | 2426         | хижа Яне Сандански, Беговица или Вихрен-хижа Синаница |

### Климат и води

#### Климат
Климатът в Пирин се отличава с голямо разнообразие, следствие от големите разлики в надморската височина, експозицията на склоновете, разчленението и подстилащата повърхнина. В по-ниските части и в долините на Струма и Места има силно средиземноморско влияние.
На север в района на Разложката котловина, разположена на ок. 940 м.н.в. е характерен умереноконтиненталния климат, дължащ се главно на голямата надморска височина на котловината. Средните януарски температури са ок. -2 °C, а валежите ок. 650 – 700 мм., като максимумът им е през ноември и вторичен – през юни. На юг в района на Гоцеделчевската котловина климатът е с преходносредиземноморски черти. Тук средногодишната температура достига 11,4 °C, а януарската е ок. 0 °C, валежите са предимно от дъжд със зимен максимум. Във високите части на планината климатът е типично планински. Средноянуарските температури варират от -1 до -2 °C в подножието и до -5 °C в по-високите части. Средната годишна температура на хижа „Вихрен“ е +3,5 °C. Количеството на валежите варира от 600 – 800 мм в по-ниските части до 1400 – 1500 мм в по-високите. Снежната покривка се задържа в по-високите части 7 – 8 месеца, а в Южен Пирин около 3 месеца. Често във високите части на планината през зимата се образуват опасни лавини.

#### Реки
Пирин е много водна планина. Тя дава началото на голям брой реки, които принадлежат към водосборните басейни на Струма и Места. Те са сравнително къси, буйни и пълноводни, с голям наклон, поради което по тях се образуват множество водопади, прагове и бързеи. Има няколко по-изявени водопада – Влахинският водопад, Скоко, Попинолъшкият (15 м), Демянишки скок (11 м) и Юленски скок (9 м). Вододелът между водосборните басейни на Струма и Места минава по централното пиринско било. Пиринските реки имат снежно-дъждовен режим със силно изразен пролетен максимум.
По-важни реки, които се вливат в Места, са:
- Изток, която тече през Разложкото поле и в нея се вливат Глазне (формирана от реките Бъндерица и Демяница), Бяла река и др.
- Добринишка река (Плешка река), чийто приток е Дисилица и която минава през град Добринище
- Безбожка река
- Ретиже, която изтича от Поповото езеро
- реките Каменица, Брезнишка (Туфча) и др.

По-важни реки, които се вливат в Струма, са:
- Брежанска река
- Дяволска река
- Влахина река, която изтича от едноименните езера и събира в себе си водите на реките Георгийца и Синаница
- Санданска Бистрица, в чиято голяма долина тя се формира от сливането на Мозговица, Беговица, Башлийца, Сърчалийца и Арнаутдере, а после минава през град Сандански
- Мелнишка река
- Пиринска Бистрица, която изтича от Митровото и Аргировото езеро под името Демиркапийска река, след това минава през село Пирин и за кратко разстояние е граница на България с Гърция

#### Езера
Най-голямото водно богатство на Пирин са красивите езера. На брой 186, те имат ледников произход, разположени са в малки и големи циркуси. Поради този си произход те са сравнително дълбоки, бистри, а поради височината – много студени. От високопланинските езера в България най-голямото пиринско езеро – Поповото е едва на четвърто място по големина след Смрадливото, Долното Рибно и Близнака в Рила. Освен това Поповото езеро е и най-дълбокото в Пирин, но остава на второ място след Окото в Рила. Пирин е на първо място само по най-високо езеро – Горното Полежанско (2710 м), разположено на един метър по-високо от Леденото под връх Мусала.
Най-големите и важни езерни групи са:
| Езерна група                            | Брой езера                     |
| --------------------------------------- | ------------------------------ |
| Попови езера                            | 11                             |
| Кременски езера                         | 5                              |
| Бъндеришки езера                        | 16 (заедно с Муратовите езера) |
| Василашки езера                         | 12 (заедно с Тодорините езера) |
| Валявишки езера                         | 10                             |
| Чаирски езера                           | 9                              |
| Влахини езера                           | 5                              |
| Самодивски езера                        | 3                              |
| Малокаменишки езера                     | 20 (но от тях някои пресъхват) |
| Превалски езера                         | 4                              |
| Башлийски езера                         | 4                              |
| Типицки езера                           | 3                              |
| Влашки езера (Митрово и Аргирово езеро) | 2                              |
| Брезнишки езера                         | 3                              |

Има и много отделни езера, които не са част от езерни групи – Даутовото, Суходолското езеро, Маненкото езеро и други.
Към водите трябва да се причислят и останалите малки снежници (целогодишно неразтапящ се сняг) в Големия Казан под връх Вихрен (90х40 м) и в циркусите Бански Суходол и Баюви дупки.
| Езеро                     | Площ (дка) | Надморска височина (м) | Дълбочина (м) |
| ------------------------- | ---------- | ---------------------- | ------------- |
| Попово езеро              | 123,6      | 2234                   | 29,5          |
| Долно Кременско езеро     | 98         | 2304                   | 27,0          |
| Голямо Валявишко езеро    | 85,1       | 2280                   | 18,9          |
| Горно Кременско езеро     | 66,1       | 2354                   | 13,6          |
| Рибно Бъндеришко езеро    | 65         | 2190                   | 12,2          |
| Тевно Василашко езеро     | 63,9       | 2362                   | 29,0          |
| Голямо Влахино езеро      | 63,4       | 2302                   | 13,4          |
| Тевно езеро               | 60         | 2512                   | 4.0           |
| Дълго езеро               | 45,5       | 2310                   | 10,0          |
| Голямо Георгийско езеро   | 39,6       | 2294                   | 40.0          |
| Горно Полежанско езеро    | 2.2        | 2715                   |               |
| Горно Газейско езеро      | 11.5       | 2642                   | 4.0           |
| Плешиво езеро             | 3.0        | 2592                   |               |
| Горно Брезнишко езеро     | 13.5       | 2579                   |               |
| Долно Тодорино езеро      | 6.7        | 2511                   | 3.7           |
| Горно Башлийско езеро     |            | 2461                   |               |
| Долно Полежанско езеро    | 12.0       | 2462                   |               |
| Дъговидно Василашко езеро | 11.0       | 2268                   | 10,4          |
| Синанишко езеро           | 10.0       | 2181                   | 11,5          |

### Почви, флора и фауна

#### Почви
Почвената покривка в планината е тънка, неразвита, като преобладават планинските и кафявите горски почви, а по долините на реките алувиални почви.

#### Растителност
Пирин е извънредно богат на растения и животни. Установени са около 1300 вида висши растения, което е 1/3 от всичките познати в България, 320 вида мъхове и няколкостотин вида водорасли. Висок е процентът на локалните ендемити – растения, които се срещат само в Пирин. Те са 18 на брой – пирински мак, пиринска ливадина, пиринска мащерка, давидов лопен и др. Много от растенията са редки и защитени, като например познатият на всички еделвайс, който се среща най-вече по Джамджиевите скали под Вихрен. Растителността е вертикално зонирана в три височинни пояса – горски, субалпийски и алпийски. Горският пояс е зает предимно от иглолистни дървета – бял и черен бор, бяла и черна мура, ела, обикновен смърч и достига приблизително до 2000 м. Оттам нагоре до 2500 м следва субалпийският пояс, в който доминират храстите клек и хвойна, чиито размери намаляват с увеличаването на височината. Накрая идва ред на алпийският пояс, зает от треви, лишеи и мъхове, а на границата между двата в изобилие се среща черната боровинка. По-особена е растителността край водните басейни, където най-често могат да се срещнат представителина рода на острицата. Най-известното дърво в Пирин е Байкушевата мура, носеща името на откривателя си, лесовъда Коста Байкушев. През 1897 година той изследва дървото с тръбна сонда и изчислява възрастта му на 1200 години. Приблизителните ѝ размери са височина 24 м, диаметър 2,2 м и обиколка 7,8 м.

### Защитени от закона вековни дървета на територията на Пирин
Защитени от закона вековни дървета, намиращи се на територията на Пирин, според регистъра на РИОСВ – Благоевград към 2014 година (според книгата на Николай Даутов – Пирин – Географски и етимологичен речник, 2014 г.) – 29 дървета.
| Дървесен вид      | Местоположение    | Възраст (г) | Височина | Обиколка |
| ----------------- | ----------------- | ----------- | -------- | -------- |
| Чинар             | Сандански         | 500         | 26       | 4.3      |
| Чинар             | Сандански         | 550         | 23       | 4.6      |
| Чинар             | Мелник            | 500         | 15       | 3.5      |
| Чинар             | Мелник            | 500         | 30       | 3.5      |
| Бейчинар          | Гоце Делчев       | 500         | 24       | 7.6      |
| Чинар             | с. Корница        | –           | 21       | 4.3      |
| Чинар             | с. Борово         | 400         | 8        | 7.2      |
| Чинар             | с. Джигурово      | 500         | 32       | 14.5     |
| Чинар             | с. Илинденци      | 520         | 24       | -        |
| Чинар             | с. Лешница        | 300         | 15       | 10       |
| Чинар             | с. Влахи          | 300         | 10       | 8        |
| Чинар             | с. Влахи          | 300         | 6        | 3        |
| Чинар             | с. Враня          | 300         | 10       | 1.2      |
| Черна мура        | х. Бъндерица      | 1200        | 22       | 7.8      |
| Черна мура        | х. Бъндерица      | 1000        | 14.5     | 5.7      |
| Черна мура        | м. Средонос       | 1100        | 26       | 6.5      |
| Черна мура        | м. Байова дупка   | 1050        | 29       | 6.5      |
| Бяла мура         | Добринище         | –           | 32       | 4.8      |
| Бяла мура         | м. Коритото       | 130         | 20       | 3.2      |
| Бяла мура         | м. Погледец       | 320         | 26       | 5.2      |
| Бяла мура         | циркус Окаден     | 440         | 32       | 4.6      |
| Ела               | м. Гундева мочара | 300         | 36       | 4.5      |
| Бял бор           | м. Коритото       | 130         | 22       | 3.3      |
| Бял бор           | х. Яворов         | 280         | 25       | 3.8      |
| Смърч             | м. Усипо          | 100         | 25       | 1.4      |
| Топола            | с. Мосомище       | 300         | 24       | 8.8      |
| Благун            | с. Хърсово        | 185         | 18       | -        |
| Благун            | с. Хърсово        | 110         | 20       | 3.2      |
| Дървовидна хвойна | с. Влахи          | 300         | 6        | 6        |

### Животински свят
Още по-голямо е богатството на животински видове. Познати са над 2000 вида и подвида безгръбначни животни (паяци, стоножки, насекоми, охлюви) и почти 250 вида гръбначни. От последните преобладават птиците (177 вида) и бозайниците (45 вида), а рибите са само 6 вида. Много от тези животни са застрашени и се нуждаят от специална защита – скален орел, трипръст кълвач, планински кефал, шипоопашата костенурка. Най-често могат да се срещнат дива коза, сърна, мечка, вълк, лисица, орел, сокол, глухар и др.

## Национален парк, резервати
За защита на това богатство през 1962 е създаден национален парк „Вихрен“, който през 1975 е преименуван на „Пирин“. Площта му е 40 332 хектара. Паркът опазва голяма част от горите от бяла и черна мура и храсталачните гори от клек в България. Тук е най-голям броят на ендемичните, застрашени и редки растения в българска защитена територия. Резерватите „Баюви дупки-Джинджирица“ (1934 г. – един от най-старите в България) и „Юлен“ (1994 г.) заемат 15 % от парка. През 1983 г. Пирин е включен в списъка на световното наследство на ЮНЕСКО.

## Туризъм

### Хижи и маршрути
Поради малките си размери в Пирин има сравнително малко места за подслоняване на туристи. Хижите, като под това се разбира всяка сграда, която се стопанисва от човек и преспиването се заплаща, са общо 14. Първите хижи са построени още през 20-те и 30-те години, но те вече не се използват, тъй като край тях са построени нови. Ето списък на хижите с надморската височина, местата за преспиване и годината на построяване (първите хижи).
- Хижа „Вихрен“
- Заслон „Тевно езеро“
- Хижа „Безбог“
- Хижа „Демяница“
- Хижа „Пирин“

| Хижа                                              | Надморска височина | Места | Година на построяване     | Местоположение |
| ------------------------------------------------- | ------------------ | ----- | ------------------------- | -------------- |
| Предел                                            | 1040               | 30    | ?                         | Северен Пирин  |
| Бъндерица                                         | 1810               | 95    | 1926                      | Северен Пирин  |
| Вихрен                                            | 1950               | 196   | 1941                      | Северен Пирин  |
| Яворов                                            | 1740               | 70    | 1933                      | Северен Пирин  |
| Загаза                                            | 1390               | 63    | 2010                      | Северен Пирин  |
| Синаница                                          | 2190               | 49    | 1979                      | Северен Пирин  |
| Демяница                                          | 1895               | 217   | 1932                      | Северен Пирин  |
| Яне Сандански                                     | 1230               | 44    | 1930                      | Северен Пирин  |
| Беговица (Каменица)                               | 1750               | 90    | 1966                      | Северен Пирин  |
| Тевно езеро                                       | 2512               | 55    | 1972                      | Северен Пирин  |
| Пирин                                             | 1640               | 78    | 1934                      | Северен Пирин  |
| Безбог                                            | 2236               | 160   | 1960 (новата хижа – 1985) | Северен Пирин  |
| Гоце Делчев                                       | 1412               | 150   | 1950                      | Северен Пирин  |
| Попови ливади                                     | 1412               | 78    | 1964                      | Среден Пирин   |
| Малина                                            | 1674               | 71    | ?                         | Среден Пирин   |
| Заслон „Кончето“ – най-високият заслон в България | 2760               | 10    | 1955                      | Северен Пирин  |
| Заслон „Казана“ (в Големия Казан)                 | 2445               | 5     | 1957                      | Северен Пирин  |
| Заслон „Спано поле“                               | 2050               | 27    | ?                         | Северен Пирин  |

Туристическите пътеки са многобройни и съществуват най-различни варианти за движение. Някои от маршрутите, които се считат за основни, са маркирани с определен цвят. Те свързват както хижите, така и изходните пунктове. Изходни пунктове, от които може да се навлезе в Пирин, са: град Банско (по асфалтов път или пътека до хижите Бъндерица и Вихрен, а по асфалтов и почвен път до хижа Демяница), град Добринище (по асфалтов път до хижа Гоце Делчев, а по пътека или с лифт до хижа Безбог), град Разлог (по път и пътека до хижа Яворов), град Сандански (по асфалтов път до хижа Сандански и по почвен – до хижа Беговица), град Мелник (по почвен път или пътека до хижа Пирин).

### Туристически маршрути
| Номер        | Цвят маркировка | Начало                                       | Край                                     | Междинни точки                                                                                                |
| ------------ | --------------- | -------------------------------------------- | ---------------------------------------- | --- |
| Маршрут № 01 | червена         | Предел                                       | х. Попови ливади                         | х. Яворов 5:30 ч.; х. Вихрен 15:30 ч.; з-н Тевно езеро 22:00 ч.; х. Пирин 24:30 ч.; х. Попови ливади 31:30 ч. |
| Маршрут № 02 | жълта           | Разклон за Бетоловото на пътя Симитли-Банско | Кресна                                   | х. Яворов 2:30 ч.; Суходолски превал 4:00 часа; м. Пещерата ??:?? ч.; м. Върбите ??:?? ч.; Кресна ??:?? ч.    |
| Маршрут № 03 | жълта           | Банско                                       | х. Яне Сандански                         | х. Бъндерица 4:00 ч.; х. Вихрен 4:30 ч.; х. Яне Сандански 10:00 ч.                                            |
| Маршрут № 04 | синя            | Банско                                       | х. Яне Сандански                         | х. Демяница 4:00 ч.; х. Беговица 9:30 ч.; х. Яне Сандански 11:00 ч.                                           |
| Маршрут № 05 | зелена          | Добринище                                    | Мелник                                   | х. Гоце Делчев 2:30 ч.; х. Безбог 5:00ч.; х. Пирин 10:30 ч.; Мелник 15:30 ч.                                  |
| Маршрут № 06 | кафява          | м. Пещерата                                  | х. Пирин                                 | х. Синаница 2:30 ч.; х. Беговица 9:00 ч.; х. Пирин 14:00 ч.                                                   |
| Маршрут № 07 | зелена          | х. Бъндерица                                 | Премката между Вихрен и Кутело – 2:30 ч. | - |
| Маршрут № 08 | синя            | х. Вихрен                                    | х. Синаница – 4:00 ч.;                   | През Бъндеришка порта и Голямо Спано поле                                                                     |
| Маршрут № 09 | зелена          | х. Вихрен                                    | х. Демяница – 4:00 ч.                    | През Премката при Малка Тодорка                                                                               |
| Маршрут № 10 | зелена          | Долно Превалско езеро                        | м. Башлийца – 2:00 ч.                    | През Чаира |
| Маршрут № 11 | жълта           | х. Демяница                                  | х. Безбог – 4:30 ч.                      | През Валявишки езера и Джангалска порта                                                                       |
| Маршрут № 12 | жълта           | х. Беговица                                  | х. Пирин – 4:30 ч.                       | През разклона за Беговишко езеро и Башмандра                                                                  |
| Маршрут № 13 | синя            | х. Пирин                                     | х. Попови ливади                         | х. Малина 1:45 ч.; х. Попови ливади 6,15 ч.                                                                   |

## Стопанство
Широкото разпространение на широколистни и иглолистни гори е предпоставка за развит и контролиран дърводобив, а високопланинските пасища – за животновъдство. В ниските планински части и в подножието се отглеждат тютюн, лозя, фъстъци и др.
Водите в Пирин се използват за производство на електроенергия от Каскада „Санданска Бистрица“ и Каскада „Пиринска Бистрица“.

## Селища
В подножието на планината и по нейните склонове са разположени 8 града и 86 села.
- Община Разлог – 1 град: Разлог;
- Община Банско – 2 града и 3 села: Банско, Добринище, Кремен, Места и Обидим;
- Община Гоце Делчев – 1 град и 9 села: Баничан, Борово, Брезница, Господинци, Гоце Делчев, Делчево, Добротино, Корница, Лъжницаи Мусомища;
- Община Кресна – 1 град и 4 села: Влахи, Долна Градешница, Кресна, Ощава и Стара Кресна;
- Община Петрич – 8 села: Долно Спанчево, Капатово, Кромидово, Кулата, Марикостиново, Марино поле, Ново Кономлади и Чучулигово;
- Община Сандански – 2 града и 46 села: Белевехчево, Бельово, Бождово, Виногради, Вихрен, Враня, Голешево, Горна Сушица, Горно Спанчево, Дамяница, Дебрене, Джигурово, Долени, Златолист, Зорница, Калиманци, Катунци, Кашина, Ковачево, Кърланово, Ладарево, Ласкарево, Левуново, Лешница, Лиляново, Лозеница, Любовище, Любовка, Малки Цалим, Мелник, Ново Делчево, Ново Ходжово, Петрово, Пиперица, Пирин, Плоски, Поленица, Рожен, Сандански, Склаве, Спатово, Стожа, Сугарево, Хотово, Храсна, Хърсово, Черешница и Яново;
- Община Симитли – 1 град и 6 села: Симитли, Брежани, Голем Цалим, Градево, Мечкул, Полето, Ракитна и Сенокос;
- Община Струмяни – 2 села: Илинденци и Струмяни;
- Община Хаджидимово – 8 села: Гайтаниново, Копривлен, Лъки, Ново Лески, Парил, Петрелик, Садово и Тешово.

## Транспорт
По цялото западно, северно и източно подножие на планината и през нея в южната ѝ част преминават участъци от 4 пътя от Държавната пътна мрежа:
- По цялото западно подножие, по долината на река Струма, от град Симитли до ГКПП „Кулата“, на протежение от 70,5 км – участък от първокласен път № 1 Видин – София – Благоевград – ГКПП „Кулата“.
- Поцялото северно и източно подножие на планината, от град Симитли до село Садово (Община Хаджидимово), на протежение от 98,5 км – участък от второкласен път № 19 Симитли – Банско – Гоце Делчев – ГКПП „Илинден“.
- В югозападната част на планината, от село Ново Делчево до град Мелник, целият участък 12,5 км на третокласен път № 109.
- В южната част, през седловината Попови ливади, ог град Гоце Делчев до село Чучулигово, на протежение от 56,1 км – участък от третокласен път № 198 Гоце Делчев – Петрич – ГКПП „Златарево“.

Успоредно на първокласен път № 1, по долината на река Струма, от град Симитли до село Кулата преминава и участък от трасето на жп линията София – Благоевград – Кулата.

## Учени, изследвали Пирин
- Васил Кънчов в „Пътуване по долините на Струма, Места и Брегалница“ (1894 – 1986 г.) и „Орохидрография на Македония“ (1911 г.)
- Проф. Петър Янкович в „Пирин“ (1906 г.) и на немски език "Der Pirin)
- Полк. Петър Дървингов в „Пирин и борбата в неговите недра“ (1904 г.)
- Проф. Жеко Радев в „Ледникови следи в облика на Пирин“ (1922 г.) и "Обликът на Пирин) (1932 г.)
- Проф. Херберт Луис
- Проф. Димитър Яранов
- Проф. Георги Георгиев
- Проф. Константин Попов

## Други
На Пирин е наречена улица в кварталите „Манастирски ливади“ и „Бъкстон“ в София (Карта).

## Топографска карта
- Лист от карта K-34-83. Мащаб: 1 : 100 000.
- Лист от карта K-34-84. Мащаб: 1 : 100 000.
- Лист от карта K-34-95. Мащаб: 1 : 100 000.
- Лист от карта K-34-96. Мащаб: 1 : 100 000.